# Paralimnophila mystica
Paralimnophila mystica är en tvåvingeart som först beskrevs av Alexander 1928.  Paralimnophila mystica ingår i släktet Paralimnophila och familjen småharkrankar. Inga underarter finns listade i Catalogue of Life.